# Алимирзоев, Ашраф Орудж оглы
Ашраф Орудж оглы Алимирзоев (азерб. Əşrəf Oruc oğlu Əlimirzəyev; 8 февраля 1910, Нухинский уезд — 13 января 1982, Куткашен) — Герой Социалистического Труда (1966). Депутат Верховного Совета Азербайджанской ССР 5, 6 созывов (1959—1966).

## Биография
Родился 8 февраля 1910 года в селе Комарован Нухинского уезда (ныне Камарван в Габалинском районе).
С 1933 по 1953 год работал в колхозах «Йени Кенд», «Бакинский рабочий» и «Ени Хаят», председателем Кямарванского сельсовета, контролером отдела продуктов животноводства Куткашенского района. 
С 1953 по 1967 год — председатель колхоза «Бакинский рабочий», с 1967 по 1976 год — председатель колхоза имени Ханлара. За время правления Алимирзоева в селе[каком?] появились школа, клуб, больница, парикмахерская, водяная мельница, цех деревопереработки, баня. Был построен живописный домик под названием «Дом Академиков». 
Также Алимирзоев работал главой сельсовета села Мирзабейли, где за время правления были построены школа, больница, дом учителей, баня, и проложена дорога через село.
За высокие показатели в области животноводства был награждён в 1958 году орденом Ленина.
Указом Президиума Верховного Совета СССР от 22 марта 1966 года за достигнутые успехи в развитии животноводства, увеличении производства и заготовок молока Алимирзоеву Ашрафу Орудж оглы присвоено звание Героя Социалистического Труда с вручением ордена Ленина и золотой медали «Серп и Молот».
Активно участвовал в общественно-политической жизни страны. Являлся депутатом Верховного Совета Азербайджанской ССР 5, 6 созывов (1959—1966). Являлся делегатом XXIII съезда КПСС, делегатом Всесоюзного съезда колхозников.
На Выставке достижений народного хозяйства получил 4 серебряных и золотых медали.
Умер 13 января 1982 года.

## Награды
- Герой Социалистического Труда (1966)
- Орден Ленина (1958)
- Орден Ленина (1966)

## Семья
- Сын — Фархад, академик
- Брат — Халид, филолог